# Жировичи
Жировичи (бел. Жыровіцы) — агрогородок Слонимского района Гродненской области Беларуси. Административный центр Жировичского сельсовета.  Находится в 10 км от районного центра Слонима, в 138 км от Гродно.
Расположен один из крупнейших в Беларуси центров православия — Жировичский монастырь, откуда происходят Жировичская икона Божией Матери и Жировичское Евангелие.
Часть маршрута EuroVelo.

## Геральдика
Герб агрогородка Жировичи учреждён Указом Президента Республики Беларусь от 24 июля 2014 г. № 373.

## История

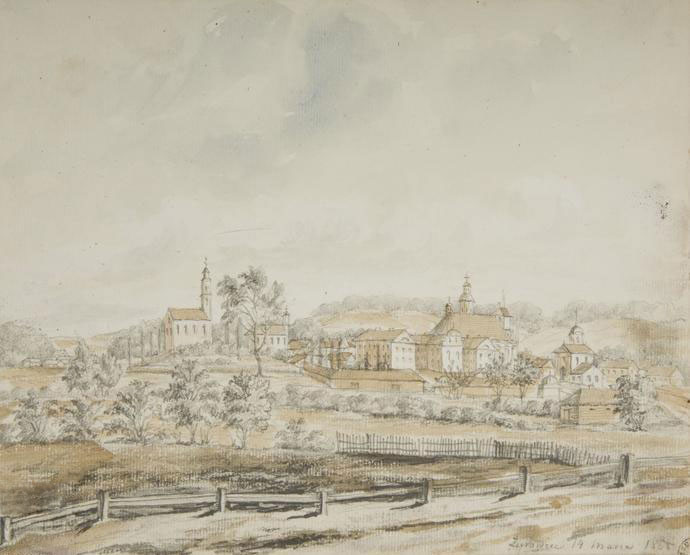
Жировичи в XIX веке. Зарисовка Наполеона Орды

В XV веке в деревне располагалось имение шляхтича Александра Солтана. После явления в 1470 году на дикой груше чудотворного образа Божией Матери. На этом месте была построена деревянная церковь с алтарем иконы в том самом месте где росла груша. В 1651 году в местный костёл поклониться Жировицкой Божией Матери заезжал Ян Казимир. Под алтарем церкви есть камень с оттиском руки, на котором, по преданию, было явление самой богоматери, и где после пожара Жировичской церкви, вновь обретена была считавшиеся погибшей икона.
В XVII веке была крупным торговым центром. Собственный герб. В 1610-х годах владение Льва Сапеги, после И. Мелешко. В 1642 году местечко Слонимского повета Новогрудского воеводства. В 1520 году в результате пожара церковь сгорела. В XVII―XVIII веках в Жировичах воздвигаются Успенский собор, Явленская церковь, Крестовоздвиженская церковь. В некотором отдалении строится деревянная церковь Святого Георгия. В 1644 году Жировичи получили статус города, через 8 лет, в 1652 году городу было дано магдебургское право. В 1655 году во время Кровавого потопа казаки сожгли Жировичи и монастырь.
В 1795 году в результате третьего раздела Речи Посполитой вошли в состав Российской империи.
В 1810—1828 годах находилась резиденция Брестского униатского епископа. В 1828—1839 годах — центр Литовской униатской епархии, в 1840—1845 годах центр православной Литовской епархии.
В 1921 году в соответствии с Рижским мирным договором Жировичи оказались в составе Польской Республики, центр гмины Новогрудского воеводства. С сентября 1939 года в составе БССР, с 1940 года центр сельсовета.
В настоящее время (2010 год) действуют: Свято-Успенский Жировичский ставропигиальный мужской монастырь, Минская Духовная Семинария и Академия, регентское училище.

## Население
- 1921 год — 508 человек[8]
- 2005 год — 2 570 человек
- 2017 год — 2 344 человека

## Экономика
В Жировичах и на территории сельсовета расположены:
- ГСХУ «Жировичская сортоиспытательная станция»
- СРСУПП «Райплемстанция»
- Жировичское лесничество
- Участковая ветеринарная лечебница
- Отделение почтовой связи (231822)
- филиал «Беларусбанк»
- 12 торговых предприятий

## Образование и здравоохранение
Функционируют: детский сад-ясли, средняя школа (с 1966 года), школа искусств, Жировичский государственный аграрно-технический колледж (с 1945 года), межрайонный учебно-производственный комбинат.
Работают участковая больница и амбулатория.

## Культура
- Дом культуры
- Музей ГУО "Жировичская средняя школа Слонимского района"
- Музейная экспозиция ретросельхозтехники в Жировичском государственном аграрно-техническом колледже[9]
- Церковно-археологический музей[10]

## Достопримечательность
- Жировичский монастырь

## Известные земляки
- Плакид Гаврилович Янковский (1810—1872) — униатский соборный протоиерей, асессор Литовской (Виленской) консистории, поэт, писатель, переводчик и педагог; доктор богословия.
- Татьяна Матвеевна Курыленко — белорусский учёный в области педагогики, заслуженный работник высшей школы Беларуси[11]
- Михаил Попов (р. 1957) — российский писатель и сценарист, в 1970-х гг. учился в Жировичском сельхозтехникуме.